# Truro Island
Truro Island är en ö i Kanada.   Den ligger i territoriet Nunavut, i den norra delen av landet, 3 500 km nordväst om huvudstaden Ottawa. Arean är 17,4 kvadratkilometer.
Terrängen på Truro Island är platt. Öns högsta punkt är 141 meter över havet. Den sträcker sig 9,8 kilometer i nord-sydlig riktning, och 4,0 kilometer i öst-västlig riktning.
Trakten runt Truro Island består i huvudsak av gräsmarker.